# 홍명보
홍명보(洪明甫, 1969년 2월 12일~)는 대한민국의 축구 선수 출신 축구 지도자로, 선수 시절 포지션은 수비수였다. 현재 대한민국 축구 국가대표팀 감독으로 재직 중이다. 그는 대한민국 국가대표 선수로서 국제 A매치 136경기에 출전하여 차범근과 함께 대한민국 대표팀 최다 출전 기록을 보유하고 있다.
대학 졸업 후 상무 축구단을 거쳐 군 복무를 마친 후 포항제철 아톰즈에 입단하여 프로 경력을 시작했다. 프로 선수가 된 첫 해에 리그 MVP를 수상하는 등 팀의 주요 선수로 활동했으며 리그, FA컵, 리그컵 우승을 1회 달성했다. 1999년에는 일본으로 건너가 쇼난 벨마레와 가시와 레이솔에서 뛰었으며 가시와 레이솔 시절에 일본 리그 우승 1회 달성했다. 일본 리그 활동을 마친 후 2002년에 포항 스틸러스로 복귀했고 같은 해 11월에 미국 로스앤젤레스 갤럭시로 이적하여 2005년 은퇴할 때까지 활동했다. 그는 대한민국 대표팀 선수로서 FIFA 월드컵 4회, AFC 아시안컵 2회 참가했으며 2002년 FIFA 월드컵 4강, 2000년 AFC 아시안컵 3위, 1990년 아시안 게임 3위 달성에 기여했다. 특히 현역 마지막 월드컵 대회인 자국 대한민국에서 열린 2002년 월드컵에서는 주장으로 참가하였으며, 스페인과의 8강전 승부차기에서 마지막 슛을 성공시켜 대한민국의 4강 진출에 기여하였다. 그는 대한민국 선수들 중에서 유일하게 FIFA 100에 선정되었고 1996년 FIFA 올해의 선수 투표 순위 21등, 2002년 FIFA 올해의 선수 투표 순위 17등을 차지했으며 2002년 FIFA 월드컵에서의 활약으로 인해 아시아 선수로는 최초이자 유일하게 브론즈볼을 수상했다.
현역 은퇴 후 축구 지도자로 활동한 홍명보는 2009년에 대한민국 U-20 축구 국가대표팀의 감독을 맡으며 첫 감독 경력을 시작했다. 같은 해에는 대한민국 U-23 대표팀 감독에 오르면서 2012년 하계 올림픽 동메달 획득에 기여했다. 이후 2013년에 대한민국 축구 국가대표팀 감독이 되어 2014년 FIFA 월드컵 당시 대한민국팀을 이끌었다. 당시 그가 이끌던 국가대표팀의 경기 기록은 패배가 더 많아 대중들의 비판을 받았으며, 2014년 월드컵 조별 리그 탈락의 책임을 지고 대표팀 감독직을 사임했다. 2016년부터 2017년까지 항저우 뤼청 감독을 맡았다. 성직 부진을 이유로 항저우 뤼청에서 경질된 후 2017년부터 2020년까지 대한축구협회 전무이사를 맡으며 행정가로 활동했고 2021년 울산 현대 감독을 맡으며 감독직에 복귀했다. 울산의 감독으로서 2022년과 2023년 K리그 2회 연속 우승을 달성한 후 2024년부터 다시 대한민국 축구 국가대표팀 감독이 되었다.

## 학력
- 서울광장초등학교 졸업(1981년)
- 광희중학교 졸업(1984년)
- 동북고등학교 졸업(1987년)
- 고려대학교 체육교육학 학사
- 고려대학교 대학원 체육교육학 석사
- 고려대학교 대학원 체육교육학 박사

## 구단 경력
서울광장초등학교 5학년 때부터 축구를 시작한 홍명보는 이후 동북고등학교와 고려대학교를 졸업하고 곧바로 상무에 입대하여 군 복무를 마친 후 1992년 제주 유나이티드의 지명을 받았으나 지명권 트레이드로 포항 스틸러스에 입단했다. 이후 1992년 11월 14일 울산 현대와의 경기에서 프로 데뷔골을 기록하는 등 1992 시즌 포항의 K리그 우승에 크게 공헌하면서 신인 선수로는 최초로 MVP를 수상하는 기염을 토했다. 1997년 5월 24일 J리그 클럽 벨마레 히라츠카로 이적 조인식을 가졌으며 1999년 가시와 레이솔로 이적하여 그 해 J리그 컵 우승에 공헌하였다. 2002년 친정팀 포항 스틸러스로 잠시 복귀했다가 2003년 미국 메이저 리그 사커 팀 로스앤젤레스 갤럭시로 이적하였다. 2004년 10월 8일 공식 기자회견을 통해 선수로서 공식 은퇴를 선언했다.

## 국가대표팀 경력
1990년 2월 4일 노르웨이와의 친선 경기에서 데뷔하여, 1990년 FIFA 월드컵부터 2002년 FIFA 월드컵까지 4번의 월드컵에 참가하여 2골을 넣었다. 월드컵 4회 참가는 아시아 선수로는 최초이다. 1994년 FIFA 월드컵에서 예선 1차전 스페인전 추격골과 동점골의 어시스트, 3차전 독일과의 경기에서 중거리 슛으로 골을 넣었다. 2002년 FIFA 월드컵에서 대한민국 축구 국가대표팀의 주장을 맡아 아시아 최초로 월드컵 준결승을 이룩한 뒤, 아시아 선수로는 최초로 브론즈 볼을 수상했다.
2000년 시드니 올림픽 축구 국가대표팀에 와일드카드 선수로 선정되었으나 대회 개막 직전에 장딴지 부상으로 강철로 교체되었다.

## 지도자 경력
딕 아드보카트가 대한민국 축구 국가대표팀 감독이 되었을 때 코치로 발탁되었다. 당시 대한축구협회에서 인증하는 코치 라이센스를 취득하기 전이어서 무자격, 특혜 논란이 일었다. 2006년 FIFA 월드컵이 끝난 뒤 딕 아드보카트 감독이 물러나고 핌 페르베이크이 새 감독이 되자 대한민국 축구 국가대표팀 수석코치로 발탁되었다. 2007년 AFC 아시안컵 3·4위전인 일본전 때에는 심판 판정에 불만을 표시하다가 핌 페르베이크 감독, 코사 골키퍼 코치와 함께 퇴장당하는 사건을 일으켰다. 그 뒤에 핌 페르베이크 감독이 사퇴한 이후에도 대한민국 축구 국가대표팀에 남아 있었다. 한때 올림픽 대표팀 감독 (핌 페르베이크 감독이 올림픽 대표팀 감독도 겸임하고 있었으며 사퇴한 이후 결국 박성화 감독으로 결정되었다.) 유력 후보로 떠올랐으나 올림픽 대표팀 감독이 되지 않고, 박성화 감독 취임 이후 올림픽 대표팀의 코치로 합류하였다.
2009년 2월 19일 조동현 감독의 후임으로 U-20 대표팀 감독으로 선임되었다. 그리고 2009년 FIFA U-20 월드컵에서 18년 만에 8강에 진출하여 좋은 경기를 펼쳤다. 그리고 이후 올림픽대표팀 감독으로 취임하여 2012년 하계 올림픽 동메달에 기여하였다.
2012년 하계 올림픽이 끝난 후 2012년 연말까지 휴식기를 가지고, 2013년 1월부터 거스 히딩크가 감독을 맡고 있는 러시아의 프로 축구 팀 안지 마하치칼라에서 6개월 동안 어시스턴트 코치로 활약했다. 이후 2013년 6월 24일 계약이 만료된 최강희의 후임으로 대한민국 축구 국가대표팀 감독으로 선정되었다. 대한민국 축구 국가대표팀 감독으로서 가진 첫 경기인 2013년 동아시안컵 오스트레일리아전에서 0:0으로 비겼으나, 경기가 끝난 뒤 오스트레일리아의 홀거 오지크 감독은 대한민국이 무척 강한 팀이 될 것이라는 언급을 했다. 그러나 동아시아컵에서 1승도 올리지 못한 채 최종전에서 일본에 패했다.
2014년 FIFA 월드컵을 앞두고 대한민국 축구 국가대표팀 감독을 맡았으나 1무 2패에 그치며 조 최하위로 16강에서 탈락했다. 홍명보 감독은 대표팀 구성 과정에서 경기력을 차지하고 친분을 따려 선수를 선발했다는 '의리 논란'에 휘말렸다. 홍명보 감독은 포르투알레그리에서 열렸던 알제리와의 2차전에서 전반 38분 동안 세 골을 얻어맞고 벨기에와의 3차전에서 수적 우위를 누렸음에도 후반에 골을 허용해 패하는 등 경기 내적으로는 전술 구사력도 부족했다는 평가를 받았다. 홍명보 감독의 계약 기간은 2015년 1월 오스트레일리아에서 열리는 2015년 AFC 아시안컵 대회까지로 대한축구협회의 재신임을 받아 계속 지휘봉을 잡을 예정이었다. 하지만 여론의 악화로 2014년 7월 10일 오전 10시 서울 종로구 신문로 축구회관 2층 회의실에서 기자회견을 열었다. 홍명보 감독은 전격 사퇴를 발표하면서 "국민들께 죄송하다. 월드컵 16강 진출 실패에 대한 책임을 지고 물러나겠다"면서 "앞으로도 좀 더 발전된 사람이 되도록 노력하겠다"고 말하였다.
사퇴한 후 미국 로스앤젤레스로 건너갔으며, 이후에는 축구 장학재단의 이사장 일에만 전념했다. 그 후 대한민국 축구 국가대표팀은 그의 후임으로 신태용이 2014년 8월 18일부터 2014년 9월 5일까지 감독대행직을 수행하였고 정식 감독으로 울리 슈틸리케를 선임하였다.
한편 일본 J리그 명문 팀인 알비렉스 니가타로부터 관심을 받았으며 구단 측에서도 감독으로 영입할 의지가 있다고 하였다. 또한 중국 슈퍼리그의 항저우 뤼청도 홍명보를 노리고 있었다.
2015년 12월 17일, 중국리그 항저우 뤼청에서 홍명보 감독을 영입한다고 공식발표했다. 하지만 2016년 10월 30일 항저우 뤼청은 중국 슈퍼리그에서 강등당하였다. 2017년 5월 항저우 감독직을 사퇴하면서 그의 중국 진출은 실패로 끝나버렸다.
2020년 12월 24일 김도훈의 후임으로 울산 현대 축구단의 감독 선임을 통해, 3년 만에 지도자로 복귀하였다.
3월 1일에 강원 FC를 상대로 5-0 대승을 거뒀다.
그 후,  K리그 8월 현대오일뱅크 고급휘발유 카젠(KAZEN) 이달의 감독상을 수상했다.
그리고, 2022 시즌에는 울산을 17년 만에 K리그 우승을 이끌어냈으며 국내 역대 4번째로 선수와 감독으로 모두 리그 우승을 경험한 인물이 됐다. (조광래(선수: 대우-감독: 서울), 최용수(서울-서울), 김상식(전북-전북), 홍명보(포항-울산))
그리고, 2022 K리그 감독상을 수상하였다.
2023년 4월 25일 인천과의 리그 9라운드 경기에서 승리하여 K리그 역대 최단기간 50승을 달성하였다.
2023년 8월 2일 울산과 3년 재계약을 맺었다.
그리고 2023 시즌에 울산을 첫 리그 2연패를 이끌어냈으며 역대 6번째로 'K리그 2연패'를 이끈 사령탑으로 이름을 남기게 됐다.
덤으로 2022년에 이어 2023년에도 2년 연속 감독상을 수상하였다.
2024년 7월 8일 대한민국 축구 국가대표팀 감독으로 내정되었고  7월 12일 이사회 의결을 거쳐 2024년 7월 13일, 대한민국 축구 국가대표팀 감독으로 선임되었다.

## 행정가 경력
홍명보는 은퇴 당시 기자회견에서 행정가의 길을 걷겠다고 이야기했었고, 2005년 김주성 등과 함께 대한축구협회 이사에 선임되었다. 그 뒤, 각급 대표팀의 코치와 감독을 차례로 맡아서 행정가의 길을 접는 것이 아니냐는 의견도 있었지만, 아직 행정가의 꿈은 계속 열어놓고 있다고 밝혔다.
2017년 대한축구협회의 전무이사로 임명되면서 축구 행정가로 복귀했다.

## 경력 목록
- 1990년 FIFA 월드컵 국가대표
- 1991년 하계 유니버시아드 국가대표
- 1990년 아시안 게임 축구 국가대표
- 1994년 FIFA 월드컵 국가대표
- 1994년 아시안 게임 축구 국가대표
- 1996년 AFC 아시안컵 국가대표
- 1998년 FIFA 월드컵 국가대표
- 2000년 CONCACAF 골드컵 국가대표
- 2000년 AFC 아시안컵 국가대표
- 2001년 FIFA 컨페더레이션스컵 국가대표
- 2002년 FIFA 월드컵 국가대표

## 홍명보 자선축구 대회
홍명보가 사비를 털어 만든 (재)홍명보장학재단에서는 2003년을 시작으로, 매년 크리스마스를 전후하여 희귀병을 앓는 어린이들과 소년소녀 가장들을 돕기 위한 자선 경기를 펼치고 있다. 재단 이사장인 홍명보를 비롯해 대한민국 축구를 대표하는 올스타와 연예인들이 모여 자선 경기를 가진다.
2008년 4월 17일 홍명보장학재단은 독일 스포츠 브랜드 푸마와 2010년까지 3년간 스폰서십 계약을 체결하였다.
| 회 | 일자             | 장소             | 메인스폰서 |
| -- | ---------------- | ---------------- | ---------- |
| 1  | 2003년 12월 21일 | 고양종합운동장   | 푸마       |
| 2  | 2004년 12월 26일 | 인천문학경기장   | 푸마       |
| 3  | 2005년 12월 18일 | 수원월드컵경기장 | 푸마       |
| 4  | 2006년 12월 26일 | 수원월드컵경기장 | 푸마       |
| 5  | 2007년 12월 25일 | 서울월드컵경기장 | 현대자동차 |
| 6  | 2008년 12월 25일 | 서울월드컵경기장 | 하나은행   |
| 7  | 2009년 12월 25일 | 서울월드컵경기장 | 하나은행   |

2008년 크리스마스에는 대한민국 축구 선수들과 연예인들이 소아암어린이와 소년소녀 가장을 돕기 위한 홍명보 자선축구 경기가 열리기도 했다. 2008년 자선 경기시엔 1만 5천여 관중들이 캐롤 송을 함께 불러 많은 사람들이 캐롤송 함께부르기 기네스 기록에 도전하기도 하였다. 세계 기네스 기록에는 아쉽게 미치지 못하였지만 대한민국 기록의 새 기록을 세우게 되었다.

## 광고
- 1994년 롯데칠성 게토레이
- 1995년 하이트진로
- 2002년 KT
- 2002년 신세계 신세계상품권
- 2003년 SC제일은행
- 2006년 삼성생명
- 2011년 동서식품 오레오
- 2013년 기아자동차 K9
- 2013년 동화약품 후시딘
- 2014년 삼성전자 커브드 UHD TV

## 수상 내역

### 선수
포항 스틸러스
- K리그 : 우승 (1992), 준우승 (1995)
- 아디다스 컵 : 우승 (1993), 준우승 (1996)
- 아시안 클럽 챔피언십 : 우승 (1996-97)
- 아시안 슈퍼컵 : 준우승 (1997)

가시와 레이솔
- J리그 컵 : 우승 (1999년)

대한민국
- 아시안 게임 축구 : 동메달 (1990)
- 하계 유니버시아드 : 금메달 (1991)
- AFC 아시안컵 : 3위 (2000)
- FIFA 월드컵 : 4위 (2002)

### 감독
대한민국 U-23
- 아시안 게임 축구 : 동메달 (2010)
- 올림픽 축구 : 동메달 (2012)

울산 현대
- K리그1 : 우승 (2022, 2023)

### 개인
- K리그 : MVP (1992), 베스트 11 (1992, 1994, 1995, 1996, 2002)
- FIFA 100 : 2004
- AFC 아시안컵 베스트 팀 : 2000
- FIFA 월드컵 : 브론즈볼, 올스타 팀 (이상 2002)
- 1994년 백상체육대상 대상 수상
- 1994년 세계 올스타 선정
- 1995년 AFC 선정 아시아 최고 수비수
- 1995년 세계 올스타 선정
- 1996년 K리그 인기상 수상
- 1997년 세계 올스타 선정
- 1999년 세계 올스타 선정
- 2000년 저축의 날 대통령 표창
- 2001년 J리그 올스타 선정
- 2002년 월드컵 브론즈볼 수상
- 2002년 로이터 통신 선정 월드컵 베스트 11
- 2002년 체육훈장 맹호장
- 2002년 자황컵 체육대상 남자 최우수상 수상
- 2017년 청소년·가정의달 국민포장
- 2021년 K리그 이달의 감독상 : 8월
- 2022년 K리그 이달의 감독상 : 2-3월
- 2022년 K리그 감독상
- 2023년 K리그 감독상

## 개인사
- 동료들 사이에서 마음이 너무 좋다고 해서 '흥부'라는 별명이 생겼다. 또는, 그의 플레이 스타일과 국가대표팀에서의 활약으로 인하여 '영원한 리베로'로 불리기도 한다.
- 2004년 12월 19일 독일과의 친선경기에서 객원 해설위원으로 참여하기도 하였다.[35]
- 2005년 홍명보는 일본의 이하라 마사미와 함께 한일 축구 친선대사에 선정되었다.[36]
- 2008년에는 한국프로축구연맹이 추진하는 ‘K-리그 안전캠페인’ 홍보영상에 출연하기도 했다.[37]
- 2002년 FIFA 월드컵 8강전 스페인과의 승부차기에서 마지막 5번째 키커로 나서 준결승 진출을 알리는 깔끔한 골과 함께 드러낸 홍명보의 보기드문 환한 미소를 기억하고 있는 이가 많다. 하지만 홍명보 감독은 당시 상황에서 본인의 킥이 실축할 시의 막대한 두려움에 떨고 있었고 이를 슛과 함께 떨쳐냈기 때문에 진심으로 '살았다. 다행이다.'라는 의미의 미소가 나왔다고 한다.
- 2014년 AFC’s Hall of Fame(아시아축구연맹 명예의 전당) 10인의 명단에 선발되었다. AFC 명예의 전당은 아시아를 대표하는 축구스타 레전드 10인을 선발하였으며, 홍명보를 선발한 배경에 대해서는 2004년 FIFA 100인 선정, 아시아 최초의 월드컵 준결승, 브론즈볼 시상 등 2002 월드컵의 활약상을 언급하였고, A매치 136경기로 한국에서 가장 많은 A매치를 뛰었다고 밝혔다.[38]
- 도하의 기적이 일어났던 1993년 북한전 전반전이 끝난 뒤 자신의 말을 듣지 않는다는 이유로 라커룸에서 당시 대표팀 감독이었던 김호에게 폭행을 당했었다고 한다.[39]
- 일본 잡지에 만화로 실리기도 했다.
- 울산 현대 감독으로 재직 중 발달 장애인 미술센터 다다름 미술&디자인에 장학금 1천만원을 기부했다.
- 10년 주기설 : 이전부터 축구팬들 사이에서, "2002 FIFA 월드컵에서 한국이 월드컵 사상 첫 준결승을 이뤄냈고, 2012 런던 올림픽에서 사상 첫 올림픽 메달을 따냈으니, 2022 FIFA 월드컵에서 한국이 다시 한번 호성적을 내는 게 아니냐" 라는 10년 주기설이 우스갯소리로 돌아다니고 있었다.

- 1992년: 포항에서 프로 데뷔 첫 시즌에 K리그 MVP, K리그 베스트 11, K리그 우승을 모두 석권

- 2002년: 주장으로서 대한민국 축구 국가 대표팀의 월드컵 아시아 사상 첫 준결승 진출 견인 및 아시아 선수 최초로 브론즈볼 수상 및 월드컵 베스트 11 달성

- 2012년: 감독으로서 대한민국 U-23 축구 국가대표팀의 사상 첫 올림픽 메달 획득을 이끌었다.

- 2022년: 감독으로서 울산 현대 축구단의 17년 만의 K리그 우승을 이끌고 감독상도 수상했다.

## 같이 보기
- A매치 100경기 이상 출전한 축구 선수 명단

## 참고 자료
- KFA 리포트 나의 선수 시절 - 홍명보' 설명이 필요 없는 ‘영원한 리베로